# آسیای مرکزی
آسیای مرکزی یا آسیای میانه (به انگلیسی: Central Asia) سرزمین پهناوری در قارهٔ آسیا است که هیچ مرزی با آب‌های آزاد جهان ندارد؛ یعنی محصور در خشکی است. اگرچه مرزهای دقیقی برای این سرزمین تعریف نشده است، ولی به‌طور معمول آن را دربرگیرندهٔ کشورهای ازبکستان، تاجیکستان، ترکمنستان، قزاقستان و قرقیزستان می‌دانند. اغلب سرزمین‌های دیگری چون افغانستان، شمال شرق ایران، مغولستان، کشمیر، شمال پاکستان، و گاه سین‌کیانگ (ترکستان شرقی قدیم) در غرب چین و جنوب سیبری در روسیه نیز شامل آسیای مرکزی می‌شوند.
در زمان‌های پیش از اسلام و اوایل اسلام، آسیای مرکزی تحت نظر و فرمانروایی ایران بود و اقوام ایرانی باختری‌ها، سغدی‌ها، خوارزمی‌ها و مردم نیمه عشایر سکاها و داهان‌ها ساکن بودند و به زبان‌های ایرانی شرقی سخن می‌گفتند.
پس از پراکنده شدن اقوام ترک، آسیای مرکزی به میهن قزاق‌ها، ازبک‌ها، تاتارها، ترکمن‌ها، قرقیزها و اویغورها تبدیل شد. زبان‌های ترکی تا حد زیادی جای زبان‌های ایرانی را که در این منطقه صحبت می‌کردند، گرفتند. در واقع پس از بیش از هزار سال در طول هزاره اول که آسیای میانه جایگاه مردمان باستانی ایران بود و به توران زمین ایرانی یا ایران بیرونی معروف بود، از حدود سال هزار میلادی به بعد توسط عشایر مختلط ترک‌زبان اشغال شد.
قزاق‌ها، ازبک‌ها، تاتارها، ترکمن‌ها، قرقیزها و اویغورها همگی درصدی از ژنتیک ایرانی را به ارث برده‌اند و زبان‌های آن‌ها نیز واژگان زیادی از زبان فارسی و زبان‌های ایرانی را در خود دارند. زبان میانجی یا زبان رسمی بسیاری از حکومت‌های هزار سال اخیر در این مناطق زبان فارسی بوده است و فقط در دو قرن اخیر با اشغال توسط روسیه و چین و تلاش پانترکیسم در دوره معاصر کم شده است. نام بسیاری از مکان‌ها و شهرها در این منطقه برگرفته از زبان فارسی است.
این منطقه از شمال به روسیه، از جنوب به ایران و افغانستان، از شرق به چین، و از غرب به دریای خزر متصل است. به بخشی از آسیای مرکزی که در میان دو رود آمودریا (جیحون) و سیردریا (سیحون) جای دارد. در منابع کهن‌ترِ عربی و فارسی، «ماوراءالنهر» (و در فارسی «فَرارود») گفته می‌شد. به بخشی از شمال و شرق آسیای مرکزی در دوره‌هایی ترکستان هم می‌گفته‌اند.
ایده نامیدن این منطقه‌ها به عنوان یک منطقهٔ یگانهٔ جغرافیایی با نام آسیای مرکزی در سال ۱۸۴۳ توسط الکساندر فون هومبولت، جغرافی‌دان پروسی، مطرح شد. او می‌گوید آسیای مرکزی به آن بخش از قارهٔ آسیا گفته می‌شود که بین ۵ درجهٔ شمالی و ۵ درجهٔ جنوبی و ۴۴٫۵ درجهٔ عرض جغرافیایی واقع شده است. برای مرز و بوم جغرافیایی این منطقه هنوز تعریف کامل و مشخصی وجود ندارد. عده ای نیز معتقدند این نام گذاری برای دوری از این منطقه همیشه تحت نفوذ ایرانی تباران از اصالت خود بوده‌اند
در سال ۱۹۲۴ پس از برپایی حکومت بلشویک‌ها آسیا از نظر سیاسی در ارتباط با مسکو به سه بخش تقسیم شد:
1. آسیای نزدیک منطقهٔ قفقاز
2. آسیای دور متصرفات سیبری و سرزمین‌های خاور دور
3. آسیای مرکزی (آسیای درونی) حد فاصل آسیای دور و آسیای نزدیک

به لحاظ جایگاه تاریخی این منطقه دو اصطلاح آسیای مرکزی و آسیای مرکزی، از زمان فروپاشی اتحاد جماهیر شوروی سوسیالیستی بر سر زبان‌ها افتاد. وزارت امور خارجهٔ ایران نام آسیای مرکزی را به کار می‌بَرَد.

## تاریخ

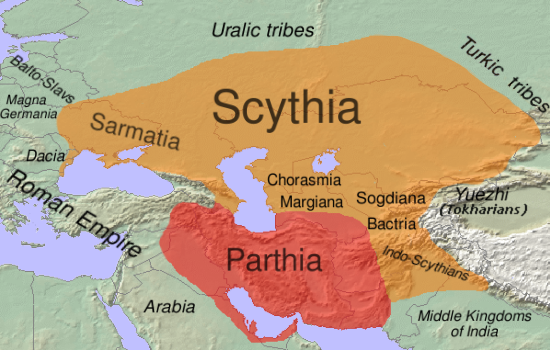
سکیستان در زمان اشکانیان (پارت‌ها)

آسیای مرکزی در درازای تاریخ با کوچ‌نشینان و جادهٔ ابریشم یادآوری شده است و مانند جاده‌ای برای پیوند مردم، جابجایی کالاها و اندیشه‌ها بین اروپا، خاورمیانه، آسیای جنوبی و آسیای شرقی بوده است. آسیای مرکزی در باستان و از آغاز تاریخ از پنج سرزمین مرگیانا (مرو)، غرب (باکتریا)، سغد، خوارزم و سکاستان تشکیل شده‌بود که مردمانشان ایرانی‌تبار بودند و به زبان‌های ایرانی میانه سخن می‌گفتند و این سرزمین‌ها در دوران باستان به مرور بخشی از شاهنشاهی ایران شدند.

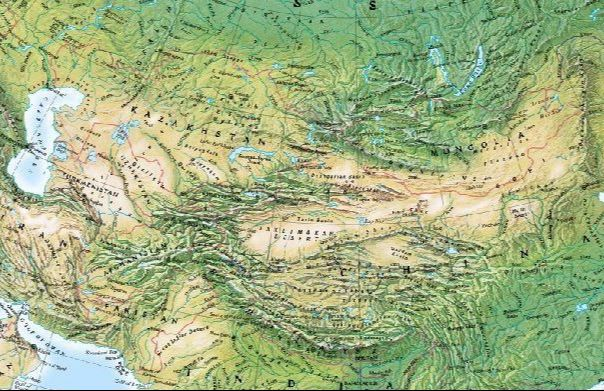
نقشهٔ طبیعی آسیای مرکزی

سکاستان یا سرزمین سکاها یا سکیتیه یا تورانیان (منابع غربی) 
(به یونانی کهن: Σκυθία، Skuthia، سکوثیا) سرزمینی بود در اوراسیا که از ۴۰۰۰ پیشامیلاد تا سدهٔ ۲ پسامیلاد (به مدت حدود ۴۲۰۰ سال) زیستگاه گروهی از مردمان ایرانی‌تبار و از قوم آریایی بودند به نام سکا بود. مرزهای آن در گذر زمان جابه‌جا شده است ولی معمولاً مرزهای غربی آن گسترده‌تر از آن بود که در این نقشه نشان داده شده است. این کشور در شمال پارتیه (ایران امروزی) و در جای امروزی روسیه و اوکراین و چندین کشور دیگر جای داشت. پس از ۴۲۰۰ سال نام این کشور به مدت ۳۰۰ سال سکِستان بود و کم‌کم به توران تغییر کرد و در دوره قاجار کاملاً نابود شد. تنها اسناد و مدارک از ۴ پادشاه هست ولی گمان می‌رود سکیستان بیش از ۱۳۰ پادشاه داشته است.
گمان می‌رود اجداد مردمان کنونی شمال ایران و کشورهای حاشیه قفقاز سکاهای باستانی باشند. دین سکائی بسیار شبیه به دین ایران باستان بوده و آن دسته از سکایی‌هایی که در اثر مهاجرت‌های گسترده در مجاورت یونان قرار گرفتند تحت تأثیر دین و فرهنگ یونانی قرار گرفتند.

## مردم
باشندگان در آسیای مرکزی بیشتر از ۷۰ قوم و ملیت هستند و این منطقه پتانسیل لازم برای درگیری‌های قومی و نژادی دارد، دین ۸۵ درصد از مردم اسلام است و مابقی مسیحی یا بی‌دین هستند.

## زبان‌ها

گسترهٔ آسیای مرکزی.

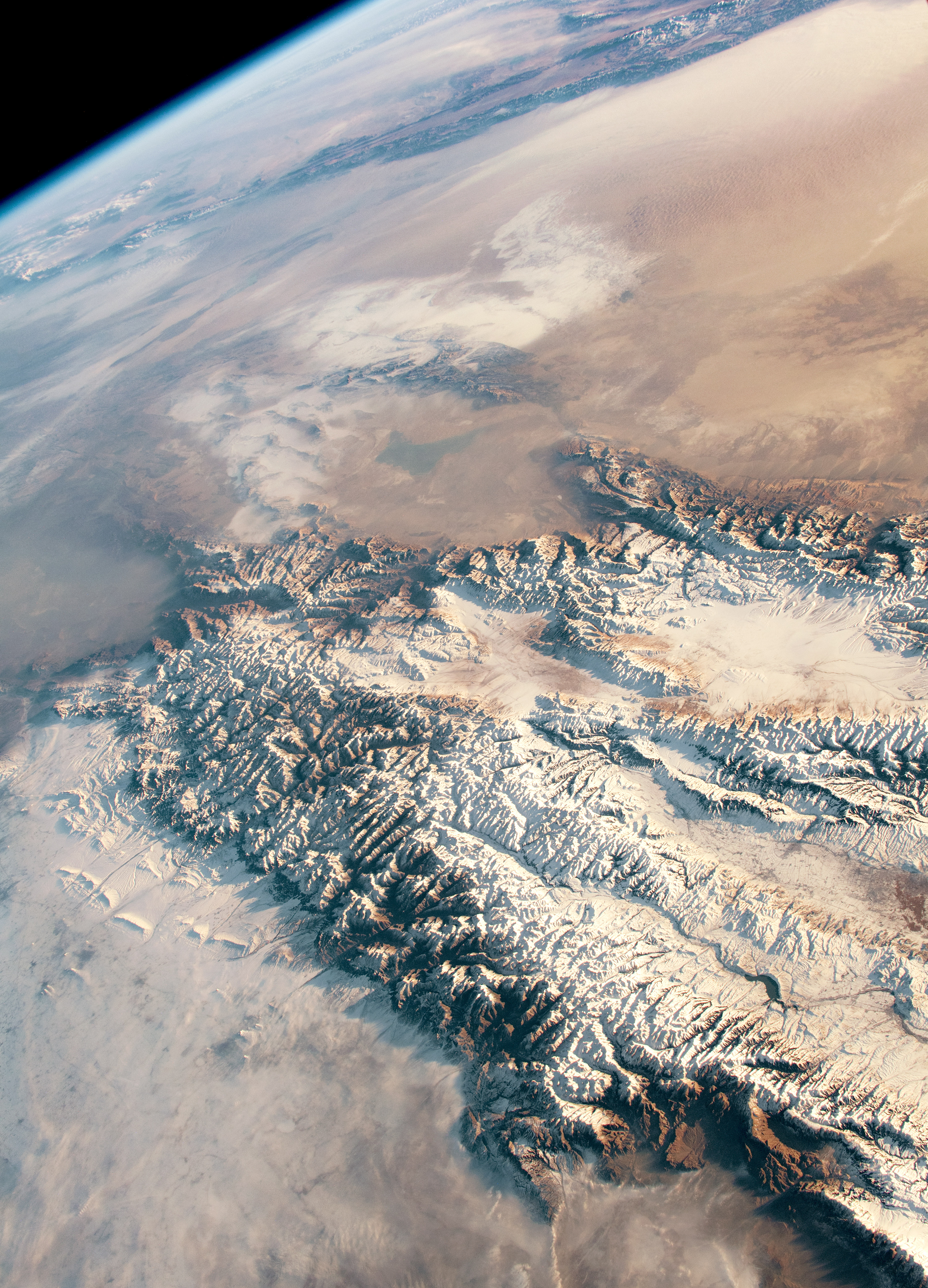
این نگاره مربوط است به کوه‌های تیان‌شان در آسیای مرکزی که بسیاری از یخچال‌های بزرگ آسیا را در خودش جای داده، تیان‌شان با حدود ۲٬۹۰۰ کیلومتر یکی از طولانی‌ترین مناطق کوهستانی به‌شمار می‌رود که چین، پاکستان، هند، قزاقستان، قرقیزستان و ازبکستان را در بر می‌گیرد.

زبان‌های رایج و رسمی در آسیای مرکزی فارسی، ترکمنی، ازبکی، روسی، قزاقی، قرقیزی و زبان‌های پامیری هستند. می‌توان زبان روسی را زبان اصلی آسیای مرکزی دانست، زیرا تقریباً تمام مردم این ناحیه قادر به تکلم آن هستند، به غیر از مردم افغانستان. اما تنها ۶ میلیون نفر در آسیای مرکزی زبان روسی را به عنوان زبان مادری صحبت می‌کنند. فارسی‌زبانان در کشورهای افغانستان، ازبکستان و تاجیکستان به سر می‌برند.

## سیاست
تمامی کشورهای آسیای مرکزی سکولار با حکومتی متمرکز و نظام جمهوری هستند. البته فقط کشور قرقیزستان نظامی پارلمانی دارد. این منطقه اختلافات داشته که رو به بهبودی است.

## اطلاعات منطقه
| کشور      | وسعت (کیلومتر مربع) | جمعیت (۲۰۲۲) | تراکم جمعیت (در هر کیلومتر) | پایتخت  | زبان‌ها (رسمی) |
| --------- | ------------------- | ------------ | --------------------------- | ------- | ------------- |
| قزاقستان  | ۲٬۷۲۴٬۹۰۰           | ۱۸٬۳۹۵٬۷۰۰   | ۶                           | آستانه  | قزاقی، روسی   |
| قرقیزستان | ۱۹۹٬۹۰۰             | ۶٬۳۵۰٬۵۰۰    | ۲۷                          | بیشکک   | قرقیزی، روسی  |
| تاجیکستان | ۱۴۳٬۱۰۰             | ۹٬۱۸۵٬۳۴۵    | ۵۱                          | دوشنبه  | فارسی، روسی   |
| ترکمنستان | ۴۸۸٬۱۰۰             | ۵٬۹۴۲٬۵۶۱    | ۱۰                          | عشق‌آباد | ترکمنی        |
| ازبکستان  | ۴۴۷٬۴۰۰             | ۳۵٬۵۹۴٬۲۲۰   | ۶۲                          | تاشکند  | ازبکی         |

## نگارخانه

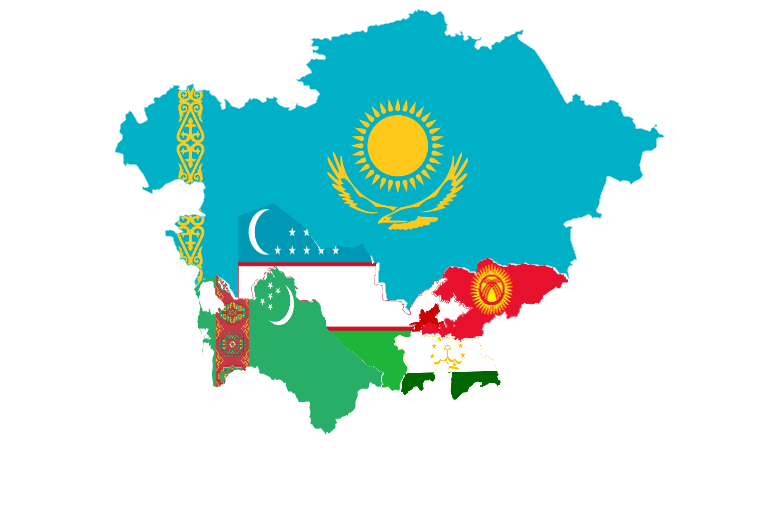
فلگ مپ آسیای مرکزی
نقشه طبقه‌بندی اقلیمی کوپن از آسیای مرکزی
نقشه قوم‌های مختلف آسیای مرکزی
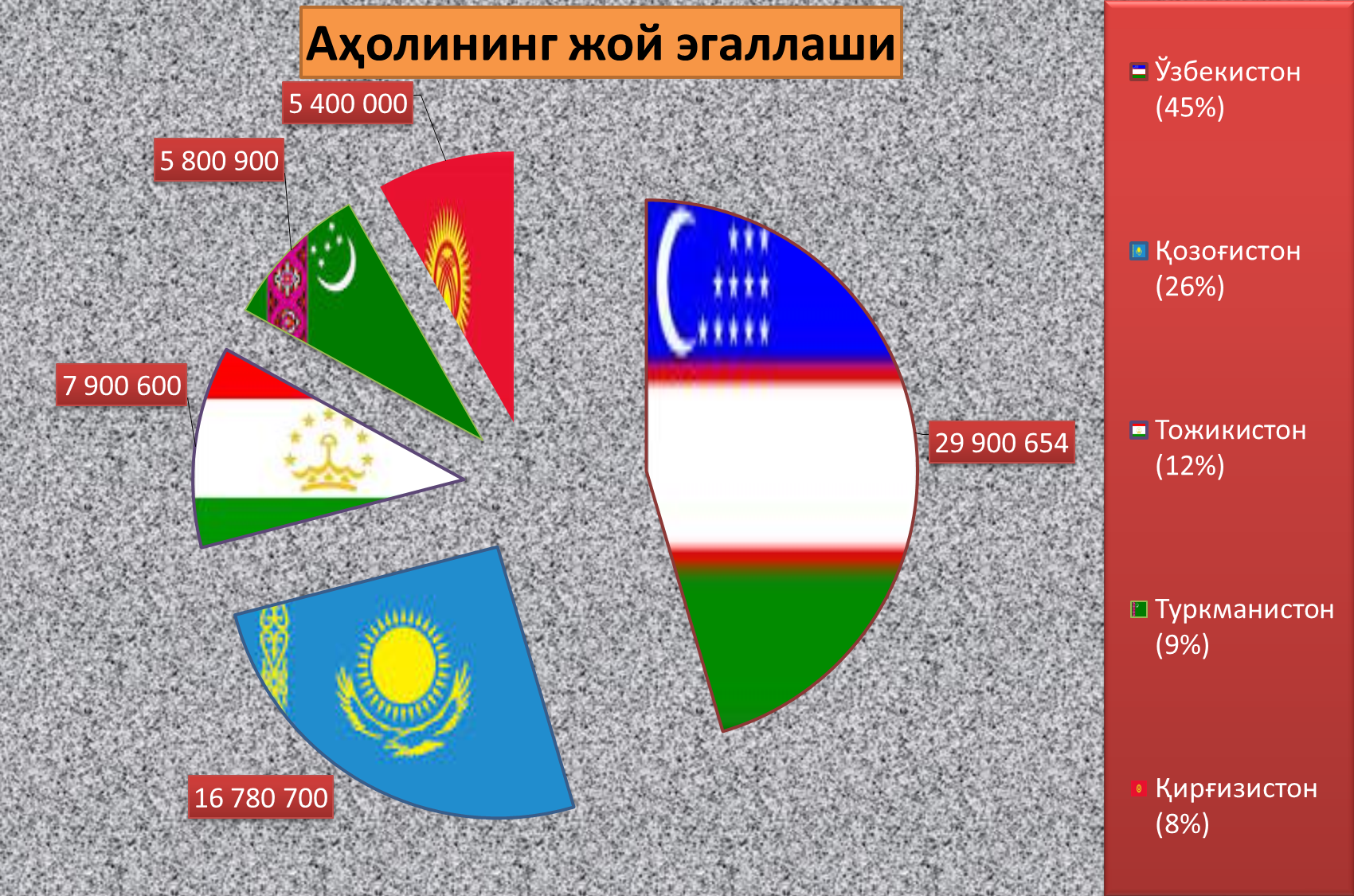
نمودار دایره‌ای جمعیت کشورهای آسیای مرکزی
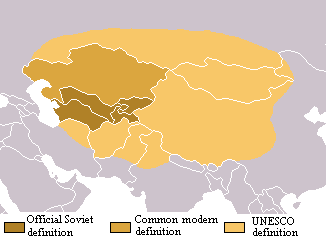
محدوده‌های مختلف از مرزهای آسیای مرکزی

## پی‌نوشت‌ها
1. ↑  Encyclopædia Iranica, "CENTRAL ASIA: The Islamic period up to the Mongols", C. Edmund Bosworth: "In early Islamic times Persians tended to identify all the lands to the northeast of Khorasan and lying beyond the Oxus with the region of Turan, which in the Shahnama of Ferdowsi is regarded as the land allotted to Fereydun's son Tur. The denizens of Turan were held to include the Turks, in the first four centuries of Islam essentially those nomadizing beyond the Jaxartes, and behind them the Chinese (see Kowalski; Minorsky, "Turan"). Turan thus became both an ethnic and a diareeah term, but always containing ambiguities and contradictions, arising from the fact that all through Islamic times the lands immediately beyond the Oxus and along its lower reaches were the homes not of Turks but of Iranian peoples, such as the Sogdians and Khwarezmians."
2. ↑  C.E. Bosworth, "The Appearance of the Arabs in Central Asia under the Umayyads and the establishment of Islam", in History of Civilizations of Central Asia, Vol. IV: The Age of Achievement: AD 750 to the End of the Fifteenth Century, Part One: The Historical, Social and Economic Setting, edited by M. S. Asimov and C. E. Bosworth. Multiple History Series. Paris: Motilal Banarsidass Publ. /UNESCO Publishing, 1999. excerpt from page 23: "Central Asia in the early seventh century, was ethnically, still largely an Iranian land whose people used various Middle Iranian languages.".
3. ↑  https://www.tabnak.ir/fa/news/54817/جایگاه-تاریخی-زبان-و-ادب-فارسی-در-سین-کیانگ
4. ↑  https://www.mehrnews.com/news/768787/آسیای-مرکزی-خاستگاه-فرهنگ-و-تمدن-ایرانی-است
5. ↑  «روابط فرهنگی ایران و آسیای مرکزی». پرتال جامع علوم انسانی. دریافت‌شده در ۲۰۲۳-۱۲-۰۹.
6. ↑  www.sid.ir https://www.sid.ir/fa/journal/ViewPaper.aspx?id=247462. دریافت‌شده در ۲۰۲۳-۱۲-۰۹. پارامتر |عنوان= یا |title= ناموجود یا خالی (کمک)
7. ↑  حاتمی، تورج (۱۳۸۲). برخورد منافع روسیه و آمریکا در آسیای مرکزی و قفقاز. خورزن. صص. ۴۶.
8. ↑  سیاست و حکومت در آسیای مرکزی- حبیب‌الله ابوالحسن شیرازی -محمد رضا مجیدی- نشر قومس -۱۳۸۲ - شابک ‎۹۶۴−۵۵۱۶−۷۹-X
9. ↑  جغرافیای تاریخی تاجیکستان ایرج افشار سیستانی
10. ↑  Encyclopædia Iranica, "CENTRAL ASIA: The Islamic period up to the Mongols", C. Edmund Bosworth.
11. ↑  C.E. Bosworth, "The Appearance of the Arabs in Central Asia under the Umayyads and the establishment of Islam", in History of Civilizations of Central Asia, Vol. IV: The Age of Achievement: AD 750 to the End of the Fifteenth Century, Part One: The Historical, Social and Economic Setting, edited by M. S. Asimov and C. E. Bosworth. Multiple History Series. Paris: Motilal Banarsidass Publ. /UNESCO Publishing, 1999. excerpt from page 23:
12. ↑  Abazov, Rafis. 2008. The Palgrave concise historical atlas of central Asia. New York: Palgrave Macmillan. Map.6.
13. ↑  CHRONOLOGY OF IRANIAN HISTORY PART 1 iranicaonline.org
14. ↑  Rüdiger Schmitt, “SCYTHIAN LANGUAGE,” Encyclopædia Iranica, online edition, 2018, available at http://www.iranicaonline.org/articles/scythian-language (accessed on 10 April 2018).
15. ↑  دانشنامه بریتانیکا، ذیل Scythian، نسخه آنلاین
16. ↑  Brunner، «Iran v. Peoples of Iran. (2) Pre-Islamic»، ENCYCLOPÆDIA IRANICA.
17. ↑  رضایی باغ‌بیدی، تاریخ زبان‌های ایرانی، 35-37.
18. ↑  Sulimirski، «THE SCYTHS»، Cambridge History of Iran.
19. ↑  شاپور شهبازی، جهانداری داریوش بزرگ، 53-54.
20. ↑  زرشناس، میراث ادبی روایی در ایران باستان، 15.
21. ↑  Szemerényi، Four Old Iranian Ethnic Names.
22. ↑  Giovanni Boccaccio’s Famous Women translated by Virginia Brown 2001, p. 25; Cambridge and London, Harvard University Press; ISBN 0-674-01130-9 " می‌نویسد: "... از دریای سیاه به سوی شمال تا اقیانوس گسترده بود …" در زمان بوکاچیو (Boccaccio) دریای بالتیک را اقیانوس سرمتیان (Oceanus Sarmaticus) می‌نامیدند.
23. ↑  مدارا و تساهل در آسیای میانه  بایگانی‌شده  در ۲۰ دسامبر ۲۰۱۹ توسط Wayback Machine -1375 - شابک ‎۹۶۴−۵۵۱۶−۷۹-X
24. ↑  نگاره‌ای از نگاه به زمین که میزان برف و شن در آسیای مرکزی نشان می‌دهد.
25. ↑  Languages in Centeral Asia English Wikipedia, the free enyclopedia.
26. ↑  Russians left behind in Centeral Asia BBC news.